# Высшая лига КВН 2025
Сезон Высшей лиги КВН 2025 года — 39-й сезон с возрождения телевизионного КВН в 1986 году.
По итогам фестиваля «КиВиН-2025» в Высшую лигу попали 20 команд, девять из которых — дебютанты. Некоторые коллективы участвовали до попадания в сезон в проекте «Лига городов» на канале ТНТ, включая команду «Error 404», ставшую чемпионом второго сезона (весна-2024), а также команды «Это они» и «Кыргызы» — финалисты проекта, и столичных «Москвичей», которые обеспечили себе место в Высшей лиге, выиграв Премьер-лигу. В сезон также попали команды «Партия», разделившая чемпионство в Премьер-лиге с «Москвичами», и «Дальневосточные ворота», ставшая чемпионом Международной лиги в Минске. На этот раз в Высшую лигу не была приглашена ни одна команда, игравшая в предыдущем сезоне в Первой лиге КВН.
В сезоне 2025 впервые сразу три города представлены более, чем одной командой. Помимо Москвы, с шестью командами, по два представителя есть у Нижнего Новгорода и Челябинска. Также двумя командами представлена в сезоне Республика Татарстан и впервые в Высшей лиге участвует команда из Набережных Челнов.
Сразу три московских вуза представлены в сезоне двумя командами — РУДН (Сборная РУДН и «Кыргызы»), РЭУ им. Плеханова («Мастер Муси» и «Москвичи») и Университет «Синергия» («Оборович» и «Это они»).
После того как годом ранее в Высшей лиге не было ни одной нероссийской команды, в сезон-2025 вернулись команды «Не кипишуй» из Казахстана и «Донецкий кряж» из аннексированного Россией Донбасса.
Самыми опытными командами сезона являются «Атомная сборная» — серебряные призёры 2023 года, играющие свой четвёртый сезон, и «Близкие» — действующие вице-чемпионы клуба.
В редакторский состав сезона вошли участники креативной группы «КВН Продакшн» Владимир Костур (команда КВН «ГАНГ»), Радион Бигулаев («Пирамида»), Тимур Аристанбаев («7 Холмов»), Дмитрий Добролюбов и Сергей Кашников (оба из команды «Горизонт»).
После кончины Александра Маслякова годом ранее, новым Президентом Международного союза КВН стал Константин Эрнст. Должность носит символический характер, делами «АМиК» продолжает управлять генеральный директор Александр Масляков-младший.

## Состав
Для участия в сезоне были приглашены следующие 20 команд КВН:
1. Это они (Москва) — финалисты Лиги Москвы и Подмосковья
2. Кыргызы (Москва) — чемпионы Лиги Москвы и Подмосковья
3. Дальневосточные ворота (Улан-Удэ) — чемпионы Международной лиги
4. Место действия (Челябинск) — четвертьфиналисты Премьер-лиги[17] (выступали под названием «Олег»)
5. Error 404 (Нижний Новгород) — полуфиналисты Премьер-лиги
6. СПИКЛ (Саратов) — полуфиналисты Премьер-лиги
7. ИнДа (Набережные Челны) — финалисты Премьер-лиги (выступали под названием «Ингеборга Дапкунайте»)
8. Партия (Нижний Новгород) — чемпионы Премьер-лиги
9. Москвичи (Москва) — чемпионы Премьер-лиги
10. Донецкий кряж (Донецк) — второй сезон в Высшей лиге, финалисты Премьер-лиги
11. Мастер Муси (Москва) — второй сезон в Высшей лиге, финалисты Премьер-лиги
12. Евразия (Челябинск) — второй сезон в Высшей лиге
13. Каракуз (Альметьевск) — второй сезон в Высшей лиге
14. Леон Киллер (Камышлов) — второй сезон в Высшей лиге
15. Не кипишуй (Семей) — третий сезон в Высшей лиге
16. Сборная РУДН (Москва) — второй сезон в Высшей лиге
17. Оборович (Москва) — второй сезон в Высшей лиге
18. Негоден (Санкт-Петербург) — второй сезон в Высшей лиге
19. Близкие (Белгород) — третий сезон в Высшей лиге
20. Атомная сборная (Сосновый Бор) — четвёртый сезон в Высшей лиге

Чемпион сезона определится в декабре.

## Игры

### ⅛ финала
Игры 1/8-й финала прошли в ЦАТРА с 27 февраля по 20 марта.
Первая ⅛ финала
- Дата игры: 27 февраля (эфир: 15 марта[19])
- Команды: Дальневосточные ворота (Улан-Удэ), ИнДа (Набережные Челны), Мастер Муси (Москва), Леон Киллер (Камышлов), Оборович (Москва)
- Жюри: Валдис Пельш, Евгения Медведева, Константин Эрнст/Юрий Аксюта, Вадим Галыгин, Андрей Кириленко[20][21]
- Конкурсы: Приветствие, Разминка, Музыкальное домашнее задание

| Команда                | Приветствие | Разминка | общий | МДЗ | Итого |
| ---------------------- | ----------- | -------- | ----- | --- | ----- |
| Дальневосточные ворота | 5           | 4,6      | 9,6   | 4,6 | 14,2  |
| ИнДа                   | 5           | 4,4      | 9,4   | 5   | 14,4  |
| Мастер Муси            | 4,6         | 4,8      | 9,4   | 5   | 14,4  |
| Леон Киллер            | 4,8         | 4,8      | 9,6   | 4,8 | 14,4  |
| Оборович               | 5           | 4,6      | 9,6   | 5   | 14,6  |

Итог игры:
1. Оборович
2. ИнДа; Леон Киллер; Мастер Муси
3. Дальневосточные ворота

- Константин Эрнст был вынужден уйти с игры после приветствий, в жюри его заменил Юрий Аксюта. Подобный случай, когда член жюри не судил всю игру до конца, произошёл в 1994 году: финал того сезона проходил на турбоходе «Максим Горький» и снимался два дня, член жюри Леонид Якубович присутствовал только на первом. В отличие от случая с Эрнстом и Аксютой, Якубовича никто не заменил и состав жюри просто сократился на одного человека.
- В музыкальном домашнем задании команды «Оборович» принял участие Алексей Глызин.
- Член команды КВН «Дальневосточные ворота» Сергей Цыренов вернулся в Высшую лигу спустя 14 лет после его предыдущего участия в ней, в составе команды «350» в сезоне 2011 года[23]. Впервые Цыренов сыграл в Высшей лиге в 2003 году в составе Сборной Бурятии.

Вторая ⅛ финала
- Дата игры: 28 февраля (эфир: 29 марта[24])
- Команды: Сборная РУДН (Москва), Евразия (Челябинск), Негоден (Санкт-Петербург), Партия (Нижний Новгород), Каракуз (Альметьевск)
- Жюри: Вадим Галыгин, Екатерина Мизулина, Константин Эрнст, Mia Boyka, Эдгард Запашный[25]
- Конкурсы: Приветствие, Разминка, Музыкальное домашнее задание

| Команда      | Приветствие | Разминка | общий | МДЗ | Итого |
| ------------ | ----------- | -------- | ----- | --- | ----- |
| Сборная РУДН | 4,6         | 4,6      | 9,2   | 4,6 | 13,8  |
| Евразия      | 4,8         | 3,8      | 8,6   | 5   | 13,6  |
| Негоден      | 5           | 4,4      | 9,4   | 4,8 | 14,2  |
| Партия       | 5           | 4        | 9     | 4   | 13    |
| Каракуз      | 5           | 4,4      | 9,4   | 5   | 14,4  |

Итог игры:
1. Каракуз
2. Негоден
3. Сборная РУДН
4. Евразия
5. Партия

- В начале игры в качестве гостей выступила сборная детского КВН[27].
- В приветствии команды «Каракуз» принял участие Владислав Третьяк.

Третья ⅛ финала
- Дата игры: 20 марта (эфир: 26 апреля[28])
- Команды: Близкие (Белгород), Error 404 (Нижний Новгород), Москвичи (Москва), Это они (Москва), Не кипишуй (Семей)
- Жюри: Сергей Светлаков, Юлианна Караулова, Константин Эрнст, Пелагея, Вадим Галыгин, Юлий Гусман
- Конкурсы: Приветствие, Разминка, Музыкальное домашнее задание

| Команда    | Приветствие | Разминка | общий | МДЗ | Итого |
| ---------- | ----------- | -------- | ----- | --- | ----- |
| Близкие    | 4,8         | 4,8      | 9,6   | 3,8 | 13,4  |
| Error 404  | 4,8         | 4,5      | 9,3   | 5   | 14,3  |
| Москвичи   | 3,8         | 3,8      | 7,6   | 3,8 | 11,4  |
| Это они    | 5           | 4,8      | 9,8   | 5   | 14,8  |
| Не кипишуй | 4,7         | 3,7      | 8,4   | 4,2 | 12,6  |

Итог игры:
1. Это они
2. Error 404
3. Близкие
4. Не кипишуй
5. Москвичи

- Хронологически, эта игра была четвёртой, однако официально была объявлена третьей. Подобный случай произошёл в 2004 году, в котором на игре, которая хронологически была второй, состоялось официальное открытие сезона.
  - Причина, по которой игра 20 марта 2025 года объявлена третьей, а игра 19 марта объявлена четвёртой, неизвестна.
  - В сезоне 2021 года также было два случая показа игр не в хронологическом порядке, однако на их нумерацию это не повлияло.
- На этой игре впервые с финала 2021 года присутствовал Юлий Гусман[32].

Четвёртая ⅛ финала
- Дата игры: 19 марта (эфир: 4 мая)
- Команды: СПИКЛ (Саратов), Кыргызы (Москва), Место действия (Челябинск), Донецкий кряж (Донецк), Атомная сборная (Сосновый Бор)
- Жюри: Сергей Светлаков, Евгения Медведева, Константин Эрнст, Пелагея, Вадим Галыгин
- Конкурсы: Приветствие, Разминка, Музыкальное домашнее задание

| Команда         | Приветствие | Разминка | общий | МДЗ | Итого |
| --------------- | ----------- | -------- | ----- | --- | ----- |
| СПИКЛ           | 4,8         | 4,8      | 9,6   | 4,8 | 14,4  |
| Кыргызы         | 4,6         | 4,6      | 9,2   | 4,6 | 13,8  |
| Место действия  | 4,4         | 4        | 8,4   | 4,2 | 12,6  |
| Донецкий кряж   | 4,8         | 5        | 9,8   | 4,4 | 14,2  |
| Атомная сборная | 4,8         | 4        | 8,8   | 4   | 12,8  |

Итог игры:
1. СПИКЛ
2. Донецкий кряж
3. Кыргызы
4. Атомная сборная
5. Место действия

- Порядок выступлений в эфире отличается от порядка на самой игре.
  - В конкурсе «приветствие» второй выступила команда «Кыргызы», а третьей — «Место действия», в эфире их поменяли местами[36][37].
  - В конкурсе «музыкальное домашнее задание» на самой игре последней выступала «Атомная сборная», а предпоследней — команда «Место действия», в эфире эти выступления тоже поменяли местами[38][39].

### Четвертьфиналы
Четвертьфинальные игры прошли в ЦАТРА с 29 апреля по 24 мая, результаты официально не разглашаются до эфира.
Первый четвертьфинал
- Дата игры: 29 апреля (эфир: 17 мая)
- Команды: Кыргызы (Москва), Error 404 (Нижний Новгород), Каракуз (Альметьевск), Леон Киллер (Камышлов)
- Жюри: Вадим Галыгин, Андрей Рожков, Константин Эрнст, Пелагея, Андрей Кириленко
- Конкурсы: Приветствие, Разминка, СТЭМ, Музыкальный номер

| Команда     | Приветствие | Разминка | общий | СТЭМ | общий | Муз. номер | Итого |
| ----------- | ----------- | -------- | ----- | ---- | ----- | ---------- | ----- |
| Кыргызы     | 4           | 4,6      | 8,6   | 4,8  | 13,4  | 4,8        | 18,2  |
| Error 404   | 4,2         | 4,4      | 8,6   | 5    | 13,6  | 4,4        | 18    |
| Каракуз     | 4,8         | 4,2      | 9     | 5    | 14    | 5          | 19    |
| Леон Киллер | 4,8         | 4        | 8,8   | 4,4  | 13,2  | 5          | 18,2  |

Итог игры:
1. Каракуз
2. Леон Киллер; Кыргызы
3. Error 404

- Поскольку второе проходное место разделили две команды, был проведён импровизационный баттл между ними, в котором победила команда «Леон Киллер».
  - Несмотря на это, Константин Эрнст решил добрать в полуфинал и команду Кыргызы.
  - Это первый добор в Высшей лиге за два года, предыдущим был добор команды «Атомная сборная» после 1/8-й финала сезона 2023.

Второй четвертьфинал
- Дата игры: 30 апреля (эфир: 31 мая)
- Команды: СПИКЛ (Саратов), ИнДа (Набережные Челны), Евразия (Челябинск), Это они (Москва)
- Жюри: Андрей Рожков, Евгения Медведева, Константин Эрнст, Анна Асти, Денис Казанский
- Конкурсы: Приветствие, Разминка, СТЭМ, Музыкальный номер

| Команда | Приветствие | Разминка | общий | СТЭМ | общий | Муз. номер | Итого |
| ------- | ----------- | -------- | ----- | ---- | ----- | ---------- | ----- |
| СПИКЛ   | 4,4         | 4,2      | 8,6   | 4,2  | 12,8  | 5          | 17,8  |
| ИнДа    | 4,8         | 4        | 8,8   | 4    | 12,8  | 5          | 17,8  |
| Евразия | 5           | 5        | 10    | 5    | 15    | 5          | 20    |
| Это они | 5           | 5        | 10    | 5    | 15    | 5          | 20    |

Итог игры:
1. Это они; Евразия
2. ИнДа; СПИКЛ

Третий четвертьфинал
- Дата игры: 23 мая (эфир: 14 июня)
- Команды: Не кипишуй (Семей), Оборович (Москва), Атомная сборная (Сосновый Бор), Негоден (Санкт-Петербург)
- Жюри: Вадим Галыгин, Сергей Светлаков, Константин Эрнст, Валдис Пельш, Эдгард Запашный
- Конкурсы: Приветствие, Разминка, СТЭМ, Музыкальный номер

| Команда         | Приветствие | Разминка | общий | СТЭМ | общий | Муз. номер | Итого |
| --------------- | ----------- | -------- | ----- | ---- | ----- | ---------- | ----- |
| Не кипишуй      | 5           | 4,4      | 9,4   | 4,8  | 14,2  | 5          | 19,2  |
| Оборович        | 5           | 4,2      | 9,2   | 4    | 13,2  | 4,4        | 17,6  |
| Атомная сборная | 4,8         | 4,8      | 9,6   | 3,8  | 13,4  | 5          | 18,4  |
| Негоден         | 5           | 4,4      | 9,4   | 5    | 14,4  | 5          | 19,4  |

Итог игры:
1. Негоден
2. Не кипишуй
3. Атомная сборная
4. Оборович

- В музыкальном номере команды «Не кипишуй» приняла участие Татьяна Буланова.

Четвертый четвертьфинал
- Дата игры: 24 мая (эфир: 28 июня)
- Команды: Сборная РУДН (Москва), Донецкий кряж (Донецк), Мастер Муси (Москва), Близкие (Белгород)
- Жюри: Вадим Галыгин, Сергей Светлаков, Люся Чеботина, Константин Эрнст, Валдис Пельш, Сангаджи Тарбаев, Денис Казанский
- Конкурсы: Приветствие, Разминка, СТЭМ, Музыкальный номер

| Команда       | Приветствие | Разминка | общий | СТЭМ | общий | Муз. номер | Итого |
| ------------- | ----------- | -------- | ----- | ---- | ----- | ---------- | ----- |
| Сборная РУДН  | 4,1         | 3,9      | 8     | 4,3  | 12,3  | 4,3        | 16,6  |
| Донецкий кряж | 4,1         | 4        | 8,1   | 4,4  | 12,5  | 4          | 16,5  |
| Мастер Муси   | 3,9         | 3,9      | 7,8   | 4    | 11,8  | 4          | 15,8  |
| Близкие       | 5           | 4,6      | 9,6   | 5    | 14,6  | 5          | 19,6  |

Итог игры:
1. Близкие
2. Сборная РУДН
3. Донецкий кряж
4. Мастер Муси

- Все команды, занявшие непроходные места в трёх предыдущих четвертьфиналах, набрали больше баллов, чем занявшая проходное место в этой игре Сборная РУДН.

### Полуфиналы
Из-за того, что в полуфинал прошли девять команд, было решено провести три игры вместо двух. Полуфиналы пройдут в ЦАТРА 4 сентября, 8 и 9 октября, результаты официально не разглашаются до эфира.
Первый полуфинал (4 сентября)
- Евразия (Челябинск)
- Негоден (Санкт-Петербург)
- Сборная РУДН (Москва)

Второй полуфинал (8 октября)
- Это они (Москва)
- Каракуз (Альметьевск)
- Кыргызы (Москва)

Третий полуфинал (9 октября)
- Близкие (Белгород)
- Не кипишуй (Семей)
- Леон Киллер (Камышлов)